# Фідобанк

Фідо банк (головний офіс у Києві, 2015)

ПУАТ «Фідобанк» (до 2012 р. — СЕБ Банк, до 2004 р. — Ажіо Банк) — колишній український банк, заснований у 1991, ліквідований у 2016. Повна назва — Публічне акціонерне товариство "Фідобанк". Головний офіс розташовувався у Києві.

## Відомості
ФІДОБАНК надавав повний перелік банківських послуг для фізичних та юридичних осіб. Фокусувався на розвитку транзакційного бізнесу та інноваційних фінансових сервісів. Володів банківською ліцензією НБУ № 4 від 13.07.2012 року і Генеральною ліцензією НБУ №4-3 від 28.10.2013 року, всіма необхідними ліцензіями для здійснення професійної діяльності на ринку цінних паперів, надавав повний спектр  послуг по операціям з ОВДП, корпоративними облігаціями, акціями та інвестиційними сертифікатами. ФІДОБАНК був членом Незалежної асоціації банків України, Європейської Бізнес Асоціації (EBA), Асоціації «ЄМА», Фонду гарантування вкладів фізосіб (свідоцтво №066 від 2 вересня 1999 р.), міжнародних платіжних систем MasterCard International і VISA International, а також Національної системи масових електронних платежів (НСМЕП). 
Згідно з класифікацією НБУ на 1.01.2014 р. Фідобанк знаходився на 7 місці в групі «Великі банки».
До мережі банку належало 100 відділень, які обслуговували майже 355 000 індивідуальних, 2 300 корпоративних та майже 37 000 клієнтів малого та середнього бізнесу. 
ФІДОБАНК був емітентом електронних грошей MoneXy.

## Історія
В 2012 році група компаній, власником яких є Олександр Адаріч, придбала СЕБ Банк (з 1991 до 2004 — банк «Ажіо»), після чого банк змінив назву на ПУАТ «Фідобанк». В квітні 2013 року цією ж групою компаній була закрита угода з купівлі Ерсте Банку, який було приєднано до Фідобанку в жовтні 2013. В березні 2016 власник банку Олександр Адаріч заявляв, що знайшов іноземного інвестора готового підвищити капітал банку. В результаті банкрутства банку його вкладники втратили близько 3,9 млрд. грн.
20 травня 2016 року Національний банк України визнав Фідобанк неплатоспроможним, а 19 липня цього ж року ухвалив рішення про його ліквідацію.

## Власники та керівництво
Одноосібним власником ПУАТ «Фідобанк» був Олександр Адаріч, через підконтрольну йому консалтингову фірму «Фінанс аналіт сервіс» (Київ, 79,925% акцій) та компанію Ignace Marketing Limited (Кіпр, 20%).
Вищим органом управління Фідобанку були загальні збори акціонерів, котрі обирали та контролювали спостережну раду банку. Спостережна рада банку забезпечувала захист прав акціонерів банку, контролювала та регулювала діяльність правління банку. Очолював правління Олександр Адаріч.

## Діяльність
Банк створив фінансово-роздрібну платформу Фідомаркет, яка поєднує функції інформаційного ресурсу Фідобанку, інтернет-банкінгу та онлайн-магазину смарт-техніки. Було розроблено мобільний застосунок FIDO Wallet, що дозволяв робити миттєві платежі між рахунками, опалачувати без комісії комунальні послуги та послуги мобільного зв'язку та інтернету, здійснювати операції з електронними грошима MoneXy.

## Фінансові показники
- Регулятивний капітал склав 2 019 млн грн.
- Прибуток за підсумками дев'яти місяців 2013 року склав 3,1 млн грн.
- Активи – 10 902,5 млн грн.
- Кредитний портфель – 4 969,8 млн грн. При цьому:
- Кредитний портфель юридичних осіб – 3809,1 млн грн;
- Кредитний портфель фізичних осіб – 1160,7 млн грн;
- Ресурсна база склала 6 403,4 млн грн. При цьому:
- Кошти на рахунках юридичних осіб – 3639,6 млн грн;
- Кошти на рахунках фізичних осіб – 2763,8 млн грн.

## Рейтинги та нагороди
- 7 місце в групі «Великі банки» за класифікацією НБУ на 1.01.2014 року;
- 1 місце за приростом депозитного портфелю фізичних осіб у 3 кварталі 2014 року, за даними НБУ;
- 12 місце в рейтингу найкращих банків України Ukrainian Banker Awards 2014;
- 2 місце в рейтингу торговців ОВДП фондової біржі ПФТС за підсумками листопада 2014 року;
- Фідобанк визнаний найбільш прогресивним українським банком за підсумками 2013 року, за результатами дослідження «Топ-200 банків СНД» компанії «РІА Рейтинг», липень 2014 року;
- Фідомаркет – фінансова онлайн-платформа Фідобанку визнана найбезпечнішою системою інтернет-банкінгу в Україні, за результатами дослідження від порталу Roomian.org, липень 2014 року;
- ТОП-20 наднадійних банків, за версією видання «Личный Счет», червень 2014 року;
- ТОП-10 найактивніших торговців ОВДП за обсягом та кількістю угод, за версією інформаційного агентства "CBonds", червень 2014 року;
- ТОП-10 найнадійніших банків, за версією журналу «Деньги», травень 2014 року;
- 11 місце по медіа резонансу в рамках рейтингу Ukrainian Banker Awards 2014;
- 30 місце в рейтингу найкомфортніших банків для клієнтів – фізичних осіб, складений журналом «Фокус» в червні 2013 року.